# Baby Face (film)
Baby Face è un film del 1933 diretto da Alfred E. Green.
Nel 2005 è stato scelto per essere conservato nel National Film Registry della Biblioteca del Congresso degli Stati Uniti.

## Trama
Lily è una giovane e attraente donna che si serve del proprio corpo per compiere una scalata sociale.

## Produzione
Il film, diretto da Alfred E. Green su una sceneggiatura di Gene Markey e Kathryn Scola con il soggetto di Darryl F. Zanuck, fu prodotto da William LeBaron e Raymond Griffith per la Warner Bros. Pictures e girato nei Warner Brothers Burbank Studios a Burbank in California con un budget stimato in 187.000 dollari.

## Distribuzione
Il film fu distribuito negli Stati Uniti dal 13 luglio 1933 (première a Los Angeles) al cinema dalla Warner Bros. Pictures.
Alcune delle uscite internazionali sono state:
- nel Regno Unito nel dicembre del 1933
- in Finlandia il 28 gennaio 1934
- in Danimarca il 7 settembre 1934 (Elskovs magt)
- in Portogallo il 3 settembre 1936 (A Mulher que Nos Perde)
- nel Regno Unito il 3 novembre 2004 (London Film Festival, versione restaurata)
- negli Stati Uniti il 9 settembre 2005 (San Francisco, California, versione restaurata)
- in Canada il 10 maggio 2006 (Vancouver International Film Centre, versione restaurata)
- negli Stati Uniti nel settembre del 2012 (Cinecon Film Festival)
- in Ungheria (Babaarcú)
- in Spagna (Carita de ángel)
- in Svezia (En farlig kvinna)
- in Francia (Liliane)
- in Norvegia (Menns avgud)
- in Brasile (Serpentes de Luxo)
- in Italia (Baby Face)

## Promozione
La tagline è: "She climbed the ladder of success - wrong by wrong!".

## Critica
Secondo il Morandini il film è "l'unico film hollywoodiano in cui il comportamento di un personaggio è motivato da un passo di Nietzsche sulla volontà di potenza" e "uno dei migliori film di Green, regista di serie B che forse non aveva uno stile, ma sicuramente senso del ritmo e capacità di dirigere gli attori alle prese con dialoghi saettanti". Secondo Leonard Maltin è "grande la prima parte, peccato per il finale moralista".